# Muhammad Mitwallī asch-Schaʿrāwī

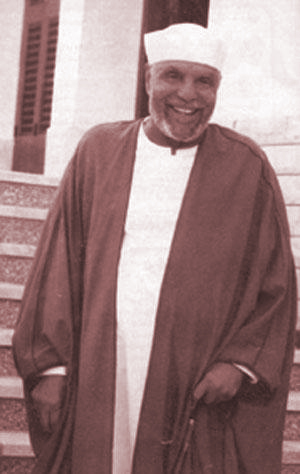
Muhammad Mitwallī asch-Schaʿrāwī (1987)

Muhammad Mitwallī asch-Schaʿrāwī (arabisch محمد متولي الشعراوي, DMG Muḥammad Mitwallī aš-Šaʿrāwī; * 15. April 1911 in Mīt Ghamr, Ägypten; † 17. Juni 1998 in Ägypten) war ein ägyptischer ʿĀlim und Minister für Awqāf. Er gilt als einer der größten Prediger des Islam im 20. Jahrhundert.

## Leben
Muhammad Mitwallī asch-Schaʿrāwī wurde am 15. April 1911 im kleinen Dorf Daqādūs im Markaz Mīt Ghamr im Gouvernement ad-Daqahliyya in eine Bauernfamilie hinein geboren, deren Abstammung bis zu Imam ʿAlī Zain al-ʿĀbidīn bin al-Husain, einem Urenkel des Propheten Muhammad, zurückreichen soll. Er zeigte frühe Anzeichen einer Begabung in Poesie und Literatur, interessierte sich anfangs aber für Landwirtschaft. Er erhielt in jungen Jahren eine Ausbildung in einer Kuttāb (traditionelle islamische Schule, in der Kinder die Grundlagen des Islams, insbesondere das Auswendiglernen des Korans, erlernen), wo das Hauptaugenmerk auf dem Auswendiglernen von Āyāt lag. Schaʿrāwīs Vater erkannte sein Potenzial und drängte ihn zur höheren Ausbildung an der al-Azhar-Universität, wo er 1941 seinen Abschluss erhielt und 1943 seine Lehrbefähigung erlangte.
Nach seinem Abschluss wurde Scheich asch-Schaʿrāwī zu einem Lehrer am Religionsinstitut in Tantā ernannt. Später zog er nach az-Zaqāzīq und dann nach Alexandria, wo er drei Jahre lang unterrichtete. 1950 reiste er für al-Azhar nach Saudi-Arabien und arbeitete als Professor an der Scharia-Fakultät der Umm-al-Qurā-Universität in Makka. Trotz seiner ursprünglichen Spezialisierung auf Sprache musste Scheich asch-Schaʿrāwī das Thema ʿAqīda unterrichten, was für ihn eine große Schwierigkeit darstellte. Trotzdem konnte er seine Lehrkompetenz in diesem Bereich unter Beweis stellen, sein Unterricht wurde sehr geschätzt. Scheich asch-Schaʿrāwī wurde 1960 zum Unterstaatssekretär des al-Azhar-Instituts in Tantā ernannt und 1961 zum Direktor der Daʿwa im Ministerium für Awqāf und zum Inspektor für arabische Wissenschaften am al-Azhar asch-Scharīf. Im Jahr 1963 übernahm er die vorherige Position des damaligen Scheichs von al-Azhar, Scheich Hasan Ma'mūn als Imam der al-Azhar-Moschee. 1966 reiste Scheich asch-Schaʿrāwī als Leiter einer al-Azhar-Delegation nach Algerien und blieb dort sieben Jahre lang als Lehrer. Als er nach Ägypten zurückkehrte, übernahm er die Position des Direktors für Awqāf im Gouvernement al-Gharbiyya und dann die des Unterstaatssekretärs für Predigtwesen. Er wurde 1970 zum Gastprofessor in der Fakultät für Scharia an der König-ʿAbd-al-ʿAzīz-Universität in Mekka, und 1972 zum Leiter der Abteilung für Postgraduiertenstudien an eben dieser Universität ernannt. Im November 1976 wurde er zum Minister für Awqāf und al-Azhar-Angelegenheiten gewählt, verließ das Ministerium aber im Oktober 1978 wieder. Während seiner Tätigkeit als Minister erließ er ein Beschluss zur Gründung der ersten islamischen Bank in Ägypten, der Faysal-Bank (arabisch بنك فيصل الإسلامى المصرى Bank Faysal al-islāmī al-misrī). Anschließend reiste er wieder nach Saudi-Arabien, wo er an der König-ʿAbd-al-ʿAzīz-Universität lehrte und kehrte 1981 nach Ägypten zurück. Im Jahr 1987 wurde er zum Mitglied der arabischen Sprachakademie al-Chālidīn (arabisch مجمع الخالدين Mudschamaʿ al-Chālidīn) gewählt und ernannt.

## Auftritte in der Öffentlichkeit
Scheich asch-Schaʿrāwīs erster öffentlicher Auftritt war in der Fernsehsendung Nūr ʿalā Nūr von Professor Ahmad Farrādsch in den siebziger Jahren. In der ersten Folge, die er moderierte, ging es um das Leben des Propheten Muhammad. Er wurde berühmt, da er komplexe Themen einfach erklären konnte. Dies zog ein breites Publikum mit unterschiedlichen Bildungs- und sozialen Hintergründen an. So verbreiteten sich seine Lehren über Fernsehprogramme und Audiokassetten und erreichten schätzungsweise 70 Millionen arabische Zuschauer. Seine TV-Serie Überlegungen zum Koran begann 1980 und behandelte einen Großteil des Korans. Er starb jedoch vor ihrer Fertigstellung.

## Ansichten
Scheich Muhammad Mitwallī asch-Schaʿrāwī hatte eher konservative Ansichten und hielt sich bei der Interpretation des Koran bis zu seinem sechziger Lebensjahr zurück. Er unterstützte König Fārūq  und Präsident an-Nāsir durch Poesie, verteidigte Präsident as-Sādāt im Parlament mit Koranversen und kritisierte Intellektuelle, die seine Ansichten hinterfragten.

## Bewertung
Scheich Muhammad Mitwallī asch-Schaʿrāwī, der auch „Imam der Prediger“ genannt wird, soll einzigartig unter den Predigern gewesen sein. Er wurde auch der „Erneuerer“ genannt, da das Alte auf seiner Zunge geklungen haben soll, als wäre es neu. Er gilt als einer der größten islamischen Prediger der heutigen Zeit.

## Auszeichnungen
- 15. April 1976: Verdienstorden erster Klasse (arabisch وسام الاستحقاق من الدرجة الأولى Wisām al-Istihqāq min ad-Daradschat al-ūlā)[1]

Zudem erhielt er, auch posthum, Ehrendoktortitel in Literatur, Auszeichnungen von verschiedenen Universitäten und staatliche Auszeichnungen.

## Werke
- Die Interpretation von asch-Schaʿrāwī (arabisch تفسير الشعراوي, DMG Tafsīr aš-Šaʿrāwī), Schaʿrāwīs Hauptwerk[1][6]
- Die Versorgung (arabisch الرزق, DMG ar-Rizq)[7]
- Die Wunder des Korans[8]
- Ungerechtigkeit und Unrecht[9]
- Die Bewohner der Hölle[10]
- Der Islam zwischen Kapitalismus und Kommunismus (arabisch الإسلام بين الراسمالية والشيوعية, DMG al-Islāmu bayna ar-Rāsmaliyyati wa-sch-Schuyūʿiyyah)[11]
- Die Vorschriften der muslimischen Familie und des muslimischen Hauses (arabisch أحكام الأسرة والبيت المسلم, DMG Ahkāmu l-Usrati wa-l-Baytu l-Muslim)[12]
- Physischer Beweis für die Existenz Gottes (arabisch الأدلة المادية على وجود الله, DMG al-Adilatu l-madiyyatu ʿalā Wuǧūdi llāh)[13]
- Magie und Neid im Licht von Koran und Sunnah[14]
- Gedanken Seiner Eminenz Muhammad Mitwallī asch-Schaʿrāwī über den Heiligen Koran (arabisch خواطر فضيلة محمد متولي الشعراوي حول القرآن الكريم, DMG Ḫawāṭiru Faḍīlati Muḥammad Mitwallī aš-Šaʿrāwī ḥawla l-Qurʾāni l-Karīm)[15]
- Tugend und Last[16]